# 美唄市
美唄市（びばいし）は、北海道中部（道央地方）に位置し、空知総合振興局に属する市。

## 概要

### 地名の由来
アイヌ語に由来する。
経緯は諸説あるが、いずれもカワシンジュガイにちなみ、「ピパイ（pipa-i）」〔カワシンジュガイ・川〕、「ピパオマナイ（pipa-oma-nay）」〔カワシンジュガイ・ある・川〕、あるいは「ピパオイ（pipa-o-i）」〔カワシンジュガイ・多い・所〕のいずれかから転訛したとされる。
前身の自治体名である「沼貝」はこのアイヌ語を意訳したとされるもので、美唄駅開設後の1882年（明治25年）に駅周辺が字ピパイと付けられ、1900年（明治33年）に漢字の「美唄」となった。つまり「美唄」は行政より駅名が先行して付けられた。

## 地理

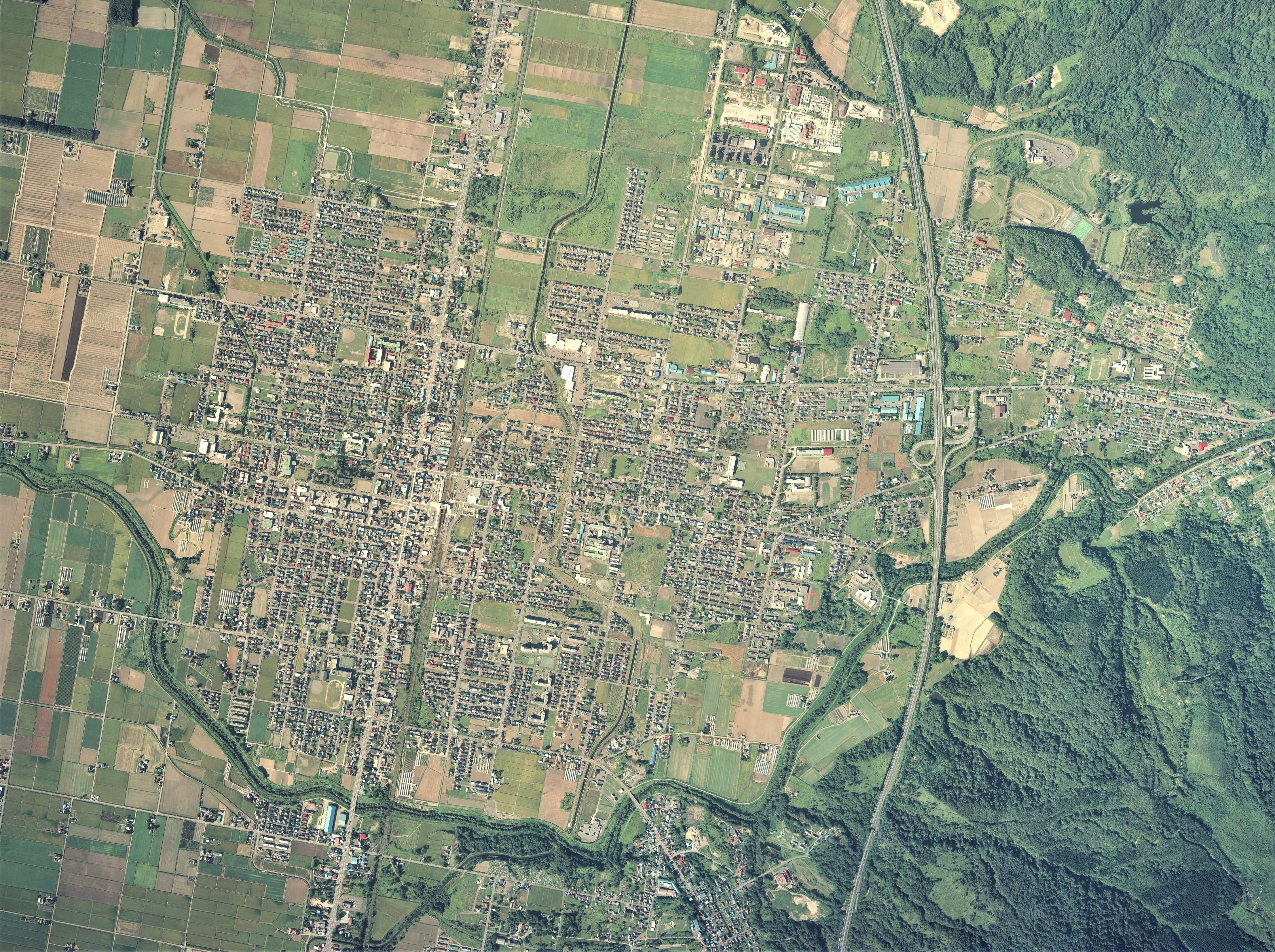
美唄市中心部周辺の空中写真。2009年9月3日撮影の2枚を合成作成。
。

- 空知地方の中央部に位置し、市内を南北に国道12号と函館本線が並行して縦貫している。地形相は国道12号を境に東西に分かれ、石狩川東岸沿いに発達した石狩平野である西部には、石狩川の河跡湖群である湖沼が点在するほか、泥炭と呼ばれる寒冷地特有の湿地帯が多い。東部は夕張山地につづく丘陵・山岳地であり、かつては石狩炭田の一部で豊富な石炭を産出し、道内有数の採炭地であった。また、光珠内地区の山岳部ではアンモナイトの化石が多数発掘されている。
- 主な市街地は国道12号沿線に発展しているほか、炭鉱により発達した旧市街地が点在している。
- 市内を縦貫する国道12号は、日本の道路で最も長い直線区間である。
- 石狩川河跡湖群の一つである宮島沼はマガンの飛来地として知られ、ラムサール条約登録湿地となっている。

### 気候
ケッペンの気候区分によると、美唄市は湿潤大陸性気候または亜寒帯湿潤気候に属する。寒暖の差が大きく気温の年較差、日較差が大きい顕著な大陸性気候である。降雪量が多く、周辺の自治体と同様に特別豪雪地帯に指定されている。
過去最高気温は2021年7月31日、及び同年8月6日の35.6℃で、2021年にはこれまで一度も無かった猛暑日が3日観測された。過去最低気温は2023年1月30日に観測された-29.6℃であり、-30℃に迫る低温となった。過去最深積雪は2018年2月26日と2012年2月27日の167cmである。
| 美唄（1991年 - 2020年）の気候      | 美唄（1991年 - 2020年）の気候 | 美唄（1991年 - 2020年）の気候 | 美唄（1991年 - 2020年）の気候 | 美唄（1991年 - 2020年）の気候 | 美唄（1991年 - 2020年）の気候 | 美唄（1991年 - 2020年）の気候 | 美唄（1991年 - 2020年）の気候 | 美唄（1991年 - 2020年）の気候 | 美唄（1991年 - 2020年）の気候 | 美唄（1991年 - 2020年）の気候 | 美唄（1991年 - 2020年）の気候 | 美唄（1991年 - 2020年）の気候 | 美唄（1991年 - 2020年）の気候 |
| 月                                 | 1月                           | 2月                           | 3月                           | 4月                           | 5月                           | 6月                           | 7月                           | 8月                           | 9月                           | 10月                          | 11月                          | 12月                          | 年                            |
| ---------------------------------- | ----------------------------- | ----------------------------- | ----------------------------- | ----------------------------- | ----------------------------- | ----------------------------- | ----------------------------- | ----------------------------- | ----------------------------- | ----------------------------- | ----------------------------- | ----------------------------- | ----------------------------- |
| 最高気温記録 °C （°F）             | 8.5 (47.3)                    | 11.7 (53.1)                   | 13.6 (56.5)                   | 25.6 (78.1)                   | 32.6 (90.7)                   | 33.2 (91.8)                   | 35.6 (96.1)                   | 35.6 (96.1)                   | 32.4 (90.3)                   | 27.0 (80.6)                   | 20.0 (68)                     | 13.9 (57)                     | 35.6 (96.1)                   |
| 平均最高気温 °C （°F）             | −2.6 (27.3)                   | −1.4 (29.5)                   | 2.9 (37.2)                    | 10.8 (51.4)                   | 17.9 (64.2)                   | 22.0 (71.6)                   | 25.6 (78.1)                   | 26.3 (79.3)                   | 22.6 (72.7)                   | 15.6 (60.1)                   | 7.2 (45)                      | −0.3 (31.5)                   | 12.2 (54)                     |
| 日平均気温 °C （°F）               | −6.6 (20.1)                   | −5.9 (21.4)                   | −1.5 (29.3)                   | 5.4 (41.7)                    | 12.1 (53.8)                   | 16.5 (61.7)                   | 20.4 (68.7)                   | 21.2 (70.2)                   | 16.9 (62.4)                   | 10.1 (50.2)                   | 3.1 (37.6)                    | −3.8 (25.2)                   | 7.3 (45.1)                    |
| 平均最低気温 °C （°F）             | −12.4 (9.7)                   | −12.1 (10.2)                  | −6.9 (19.6)                   | 0.1 (32.2)                    | 6.8 (44.2)                    | 12.2 (54)                     | 16.6 (61.9)                   | 17.1 (62.8)                   | 11.8 (53.2)                   | 5.0 (41)                      | −1.1 (30)                     | −8.5 (16.7)                   | 2.4 (36.3)                    |
| 最低気温記録 °C （°F）             | −29.6 (−21.3)                 | −26.2 (−15.2)                 | −22.4 (−8.3)                  | −12.4 (9.7)                   | −2.4 (27.7)                   | 3.4 (38.1)                    | 8.0 (46.4)                    | 8.6 (47.5)                    | 2.1 (35.8)                    | −4.3 (24.3)                   | −14.5 (5.9)                   | −26.5 (−15.7)                 | −29.6 (−21.3)                 |
| 降水量 mm （inch）                 | 77.6 (3.055)                  | 63.5 (2.5)                    | 54.6 (2.15)                   | 53.8 (2.118)                  | 80.8 (3.181)                  | 69.1 (2.72)                   | 122.0 (4.803)                 | 164.9 (6.492)                 | 144.2 (5.677)                 | 120.6 (4.748)                 | 117.6 (4.63)                  | 104.9 (4.13)                  | 1,173.5 (46.201)              |
| 降雪量 cm （inch）                 | 203 (79.9)                    | 156 (61.4)                    | 107 (42.1)                    | 13 (5.1)                      | 0 (0)                         | 0 (0)                         | 0 (0)                         | 0 (0)                         | 0 (0)                         | 1 (0.4)                       | 77 (30.3)                     | 216 (85)                      | 766 (301.6)                   |
| 平均降水日数 （≥1.0 mm）           | 19.5                          | 16.3                          | 13.7                          | 10.7                          | 10.3                          | 8.6                           | 10.0                          | 10.5                          | 11.9                          | 15.1                          | 19.2                          | 21.9                          | 167.7                         |
| 平均月間日照時間                   | 63.3                          | 78.4                          | 131.0                         | 167.5                         | 193.6                         | 171.8                         | 156.2                         | 157.8                         | 158.2                         | 130.6                         | 68.5                          | 42.6                          | 1,519.5                       |
| 出典1：Japan Meteorological Agency |                               |                               |                               |                               |                               |                               |                               |                               |                               |                               |                               |                               |                               |
| 出典2：気象庁                      |                               |                               |                               |                               |                               |                               |                               |                               |                               |                               |                               |                               |                               |

### 隣接する自治体
空知総合振興局
- 岩見沢市
- 三笠市
- 芦別市
- 樺戸郡
  - 浦臼町
  - 月形町
- 空知郡奈井江町

### 地域

#### 住宅団地
市営住宅
- 共練団地
- 有明団地
- 有為団地
- 東光団地
- 東雲団地
- 東明恵愛団地
- 東明中央団地
- 東明中央第2団地
- いなほ団地
- 進徳団地
- 進徳東団地
- 南美唄団地
- 日東団地
- 峰延東陽光団地
- 美の里団地

道営住宅
- コスモス団地
- 道営住宅ゆたかニュータウン

### 人口
- 1935年（昭和10年）：約37,100人
- 1940年（昭和15年）：約54,100人
- 1945年（昭和20年）：約63,700人
- 1950年（昭和25年）：約87,100人（市制施行）
- 1954年（昭和29年）：約91,400人（ピーク時）
- 1955年（昭和30年）：約88,700人
- 1960年（昭和35年）：約88,800人
- 1965年（昭和40年）：約63,100人
- 1970年（昭和45年）：約49,600人（1972年三菱美唄炭鉱閉山。美唄鉄道廃止。）
- 1975年（昭和50年）：約38,400人（1973年三美炭鉱閉山。北菱我路炭鉱閉山。）
- 1980年（昭和55年）：約38,400人
- 1985年（昭和60年）：約36,800人
- 1990年（平成02年）：約35,100人
- 1995年（平成07年）：約33,400人
- 2000年（平成12年）：約31,400人
- 2005年（平成17年）：29,235人
- 2010年（平成22年）：26,359人
- 2015年（平成27年）：23,783人
- 2020年（令和02年）：20,839人

| |                                        |  |
| 美唄市と全国の年齢別人口分布（2005年） | 美唄市の年齢・男女別人口分布（2005年） |  |
| ■紫色 ― 美唄市 ■緑色 ― 日本全国 | ■青色 ― 男性 ■赤色 ― 女性              |  |
| 美唄市（に相当する地域）の人口の推移 \| 1970年（昭和45年） \| 47,369人 \| \| \| 1975年（昭和50年） \| 38,416人 \| \| \| 1980年（昭和55年） \| 38,552人 \| \| \| 1985年（昭和60年） \| 37,414人 \| \| \| 1990年（平成2年） \| 35,176人 \| \| \| 1995年（平成7年） \| 33,434人 \| \| \| 2000年（平成12年） \| 31,183人 \| \| \| 2005年（平成17年） \| 29,083人 \| \| \| 2010年（平成22年） \| 26,032人 \| \| \| 2015年（平成27年） \| 23,035人 \| \| \| 2020年（令和2年） \| 20,413人 \| \| |                                        |  |
| 総務省統計局 国勢調査より |                                        |  |
| 1970年（昭和45年） | 47,369人                               |  |
| 1975年（昭和50年） | 38,416人                               |  |
| 1980年（昭和55年） | 38,552人                               |  |
| 1985年（昭和60年） | 37,414人                               |  |
| 1990年（平成2年） | 35,176人                               |  |
| 1995年（平成7年） | 33,434人                               |  |
| 2000年（平成12年） | 31,183人                               |  |
| 2005年（平成17年） | 29,083人                               |  |
| 2010年（平成22年） | 26,032人                               |  |
| 2015年（平成27年） | 23,035人                               |  |
| 2020年（令和2年） | 20,413人                               |  |

#### 消滅集落
2015年国勢調査によれば、以下の集落は調査時点で人口0人の消滅集落となっている。
- 東美唄町・我路町新町・日東町春日台・日東町住吉

## 歴史

### 沿革

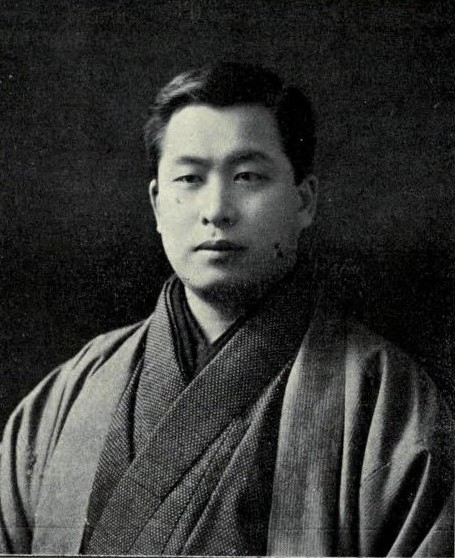
中村豊次郎。アメリカ留学経験があり、22歳で入植して大規模な中村農場を建設。石狩川自動揚水機の開発に成功するなど米どころ中村地区の基盤を築いた。

石狩炭田の一角である美唄炭鉱は、かつては三菱鉱業・三井鉱山の大規模炭鉱のほか、中小の炭鉱も多数拡がり、道内有数の石炭の町として栄えた。最盛期である1950年代の人口は9万人以上を数えたが、現在はその大半が閉山し、北菱産業埠頭株式会社が盤の沢地区で露天掘りを電力会社向けに行っているのみである。
- 1873年（明治6年）- 榎本武揚が空知川流域を踏査。
- 1886年（明治19年）- 富山県出身の福島磯次郎が市来知村（現・三笠市）から美唄川南岸に移住、渡し守を開業し最初の移住者となる。
- 1894年（明治27年）- 中村豊次郎をリーダーとする三重県などからの移民団が美唄市北西部に移住し、中村地区を形成する[5][6]。
- 1937年（昭和12年）5月1日 - 晩生内通りの養豚業者から出火。折からの南西の風にあおられて市街地に延焼して約340戸が全焼[7]。
- 1941年（昭和16年）3月18日 - 三菱美唄炭鉱でガス爆発事故。入坑者374人のうち[8]死者・行方不明者177人。
- 1954年（昭和29年）8月11日 - 昭和天皇、香淳皇后のお召し列車が美唄駅に停車。駅前奉迎が行われた[9]。
- 1961年（昭和36年）6月29日 - 三菱美唄炭鉱常盤新坑内でガス爆発事故。一時、入坑者40人が取り残された。8人が死亡、11人が重軽傷[10]。
- 1972年（昭和47年） - 三菱美唄炭鉱閉山。美唄市営バス運行開始。
- 1973年（昭和48年） - 三井美唄炭鉱・北菱我路炭鉱閉山。
- 1982年（昭和57年）- 美唄ダム完成。
- 1992年（平成4年）7月10日 - アルテピアッツァ美唄開館。
- 1997年（平成9年）10月10日 - 中空知地区農道離着陸場（農道空港）開港。

### 行政区域・町名の変遷
- 1906年（明治39年）4月1日 - 北海道一・二級町村制施行により、二級町村として空知郡沼貝村（ぬまかいむら）が成立。
- 1909年（明治42年）4月1日 - 一級町村に移行。
- 1925年（大正14年）6月11日 - 町制施行により沼貝町となる。
- 1926年（大正15年）6月11日 - 美唄町に改称。
- 1946年（昭和21年）9月1日 - 茶志内地区の一部を奈井江村に編入。
- 1950年（昭和25年）4月1日 - 市制施行により美唄市となる（北海道で15番目の市制施行）。
- 1951年（昭和26年）1月1日 - 3地区を以下の町名に再編[11]。
  - 美唄地区 → 進徳、一心、共練、沼の内、癸巳、盤の沢町、落合町、東明町、有為（うい）、我路町、東美唄町、南美唄町、西1条～西2条南北、東1条～東5条南北、東6条南、東7条南
  - 光珠内地区 → 峰延町、光珠内町、西美唄
  - 茶志内地区 → 茶志内町、中村町、開発、上美唄、西美唄元村
- 1968年（昭和43年）- 8町を廃止し、以下の町名に再編。
  - 進徳、一心、共練、沼の内、癸巳、西美唄、開発、上美唄 → 東6条北、東7条北、西3条～西4条南北、進徳町、一心町、共練町、沼の内町、癸巳町、西美唄町、開発町、上美唄町、北美唄町、日東町、豊葦町

## 政治

### 行政
- 市長：桜井恒（2023年7月3日就任、1期目）

#### 歴代市長
特記なき場合『日本の歴代市長 : 市制施行百年の歩み』などによる。
| 代 | 氏名       | 就任                      | 退任                      | 備考             |
| -- | ---------- | ------------------------- | ------------------------- | ---------------- |
| 1  | 桜井省吾   | 1950年（昭和25年）4月1日  | 1956年（昭和31年）8月31日 | 旧美唄町長、辞職 |
| 2  | 菅秀基     | 1956年（昭和31年）10月7日 | 1964年（昭和39年）9月30日 | 辞職             |
| 3  | 沢田孝夫   | 1964年（昭和39年）10月1日 | 1980年（昭和55年）9月30日 |                  |
| 4  | 滝正       | 1980年（昭和55年）10月1日 | 1996年（平成8年）9月30日  |                  |
| 5  | 井坂紘一郎 | 1996年（平成8年）10月1日  | 2004年（平成16年）9月30日 |                  |
| 6  | 桜井道夫   | 2004年（平成16年）10月1日 | 2011年（平成23年）6月6日  | 辞職             |
| 7  | 高橋幹夫   | 2011年（平成23年）7月3日  | 2019年（令和元年）7月2日  |                  |
| 8  | 板東知文   | 2019年（令和元年）7月3日  | 2023年（令和5年）7月2日   |                  |
| 9  | 桜井恒     | 2023年（令和5年）7月3日   | 現職                      |                  |

### 議会

#### 市議会
- 議会：定数14人[13]

## 国家機関

### 防衛省
自衛隊
- 陸上自衛隊 美唄駐屯地 - 1978年（昭和53年）に陸上自衛隊美唄駐屯地が開設されており、現在も駐屯している。なお、創立当時の主要部隊は30型ロケットを主装備とする第126特科大隊であったが、1993年（平成5年）の部隊再編成により、現在は地対艦ミサイルSSM-1を有する第2地対艦ミサイル連隊が駐屯している。

## 施設

### 警察
- 北海道札幌方面美唄警察署[14]

### 消防
- 美唄市消防本部

### 医療
旧・美唄労災病院（現・北海道せき損センター）が早期より炭鉱事故による脊髄損傷者など中途障害者のリハビリテーションに力を入れていたことから、他都市と比べて福祉施策が行き届いている。駅や道路等の公共施設、商業施設等ではバリアフリー・ユニバーサルデザインが積極的に取り入れられている。
- 北海道せき損センター
- 市立美唄病院

### 郵便局
- 美唄郵便局（集配局）
- 美唄東一条北郵便局
- 東明郵便局
- 南美唄郵便局
- 大富郵便局
- 峰延郵便局
- 茶志内郵便局

## 経済

### 第一次産業

#### 農協
- 美唄市農業協同組合（JAびばい）
- 峰延農業協同組合（JAみねのぶ）
- いわみざわ農業協同組合（JAいわみざわ）- 大富地区の一部

### 第二次産業

#### 工業
特徴として、多くのプラスチック関連企業や食品加工メーカーが拠点を置いている。

### 第三次産業

#### 物流
- ヤマト運輸：千歳主管支店美唄センター
- 佐川急便：岩見沢営業所（岩見沢市）
- 日本通運：岩見沢支店（岩見沢市）

### 金融機関
- 空知商工信用組合本店
- 空知信用金庫美唄支店
- 北洋銀行美唄支店
- 北海道銀行美唄支店

### 美唄市に拠点を置く主な企業
- 中央化学北海道工場（プラスチック食器など）
- デンカ美唄分工場（コルゲート管など）
- 矢崎化工美唄工場（プラスチック製品）
- 北新有限会社（インテリアクッションなど）
- ホリ第3工場
- 菓子司かいや（マガンの卵）

市内に東明工業団地、また北隣の奈井江町とまたがる空知中核工業団地を有する。

## 情報･通信

### マスメディア

#### 新聞社
- プレス空知美唄支局

## 教育

### 小学校
- 美唄市立中央小学校
- 美唄市立東小学校
- 北海道美唄養護学校小学部

### 中学校
- 美唄市立美唄中学校
- 美唄市立東中学校
- 北海道美唄養護学校中学部

### 高等学校
- 北海道美唄聖華高等学校
- 北海道美唄尚栄高等学校
- 北海道美唄養護学校高等部

### 特別支援学校
- 北海道美唄養護学校

### 学校教育以外の教育施設
- 美唄自動車学校

### 閉校となった学校
- 短期大学
  - 専修大学北海道短期大学
- 専修学校
  - 空知理容美容専門学校
  - 空知ドレスメーカー専修学校
- 学校教育以外の施設
  - 認定職業訓練
    - 北海道中央コンピュータ・カレッジ（情報処理技能者養成施設）

## 交通

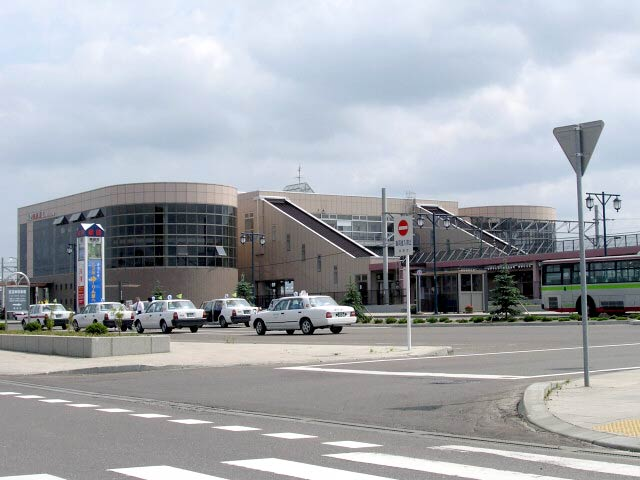
美唄駅

### 鉄道
北海道旅客鉄道（JR北海道）
- 函館本線
  - 峰延駅 - 光珠内駅 - 美唄駅 - 茶志内駅

#### かつて存在した鉄道
三菱鉱業
- 美唄鉄道線（1972年6月1日廃止）
  - 美唄駅 - 東明駅 - 盤の沢駅 - 我路駅 - 美唄炭山駅 - 常盤台駅

日本国有鉄道（国鉄）
- 函館本線南美唄支線（1973年9月9日廃止）
  - 美唄駅 - 南美唄駅

### バス
- 北海道中央バス - 一般路線バス：岩見沢営業所・滝川営業所[15]、高速バス：高速茶志内より各方面[16]
- 美唄市民バス（旧美鉄バス路線等）
- 美唄自動車学校（美自校観光バス）

### 道路

#### 高速道路
道央自動車道
- 美唄IC

#### 国道
- 国道12号

#### 道道
- 北海道道6号岩見沢月形線
- 北海道道33号美唄月形線
- 北海道道135号美唄富良野線
- 北海道道139号江別奈井江線
- 北海道道275号月形峰延線
- 北海道道921号開発峰延線
- 北海道道979号開発茶志内線
- 北海道道1130号砂川奈井江美唄線
- 北海道道1131号美唄停車場線
- 北海道道1140号美唄三笠線
- 北海道道1159号美唄浦臼線

### 航空
- 中空知地区農道離着陸場（スカイポート美唄・軽飛行機専用）

## 観光

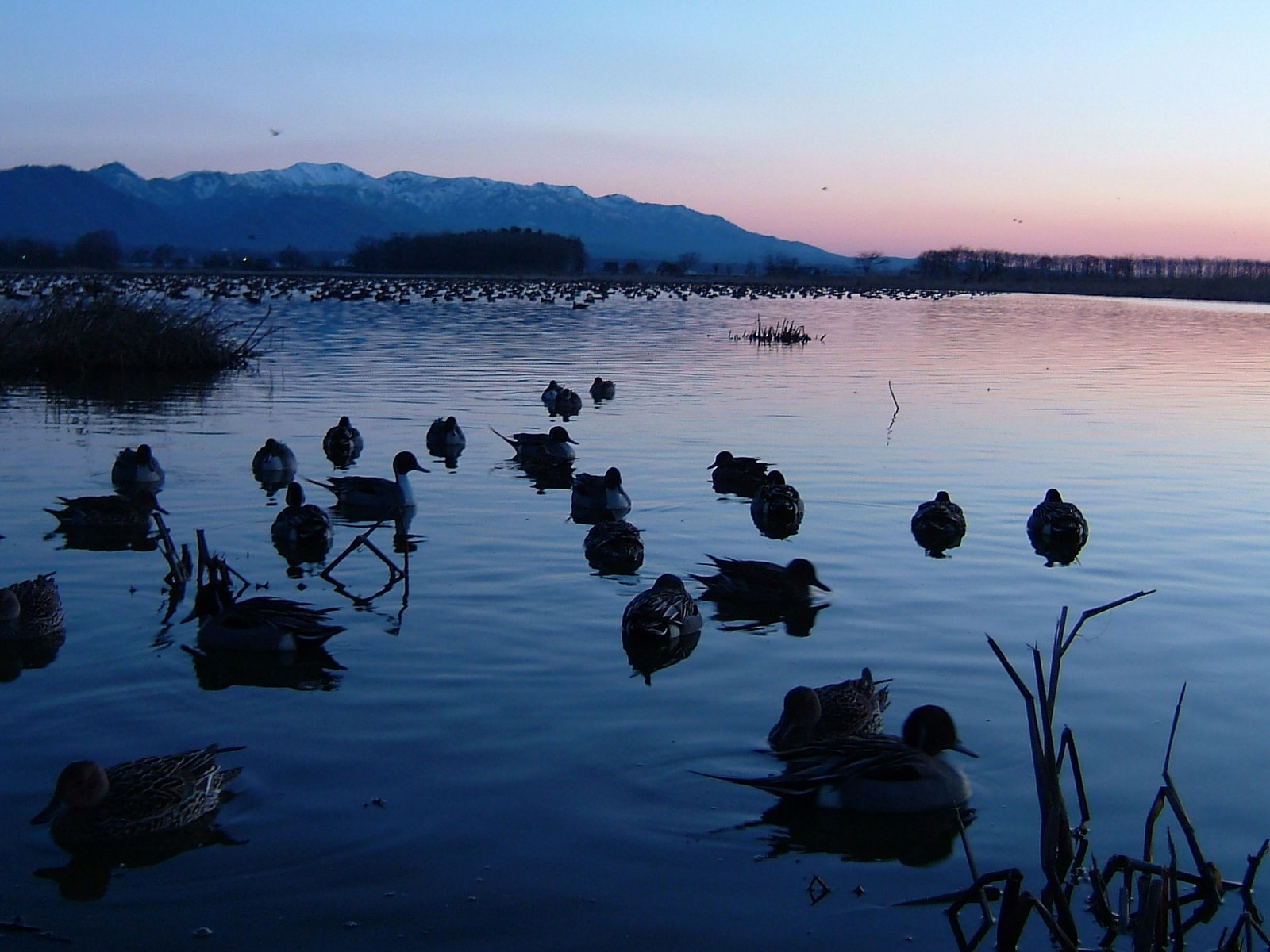
宮島沼

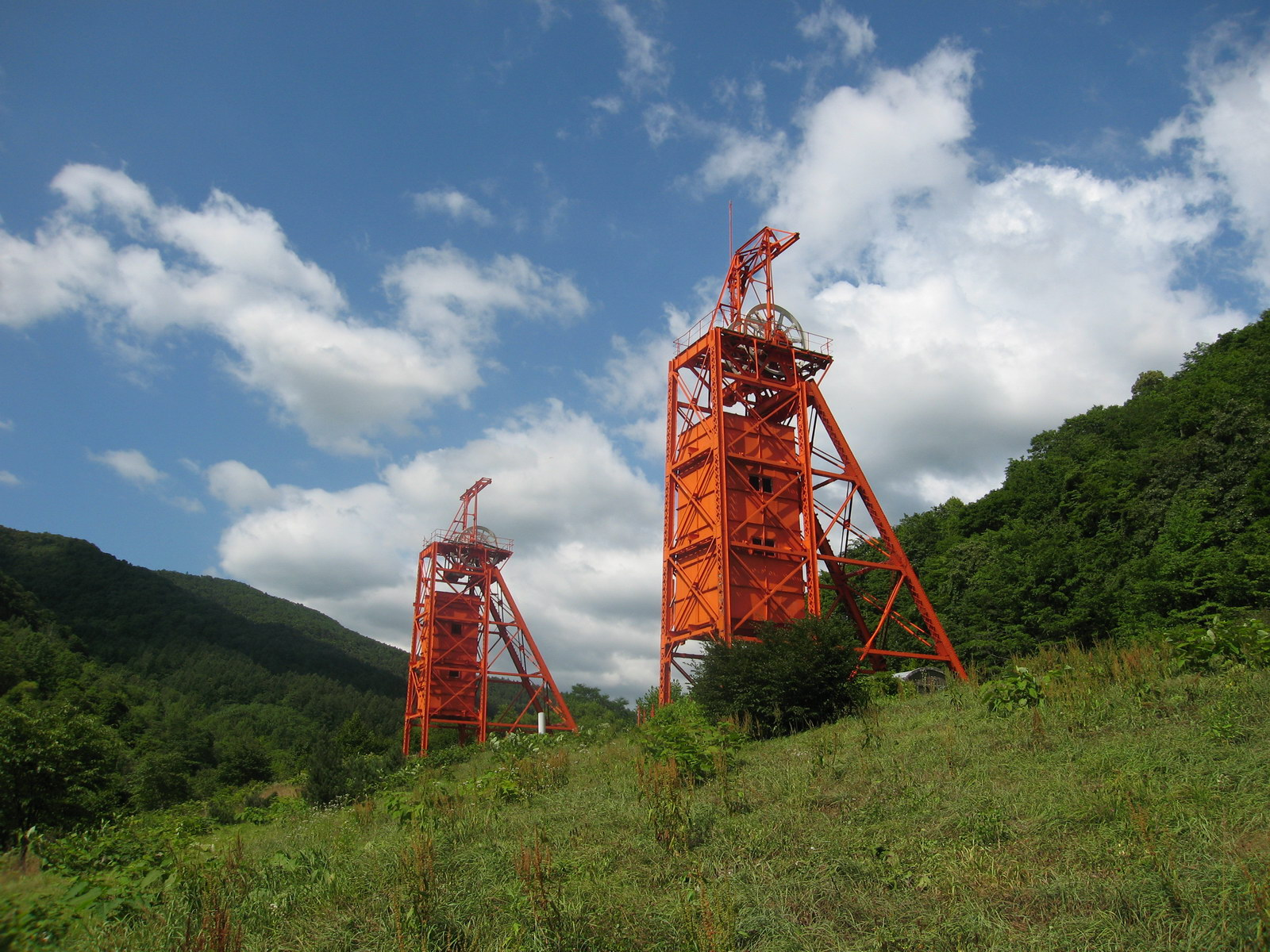
炭鉱メモリアル森林公園

### 文化財
- 北海道三鉱石油・三美炭鉱事務所（旧三井美唄炭鉱事務所） - 経済産業省認定近代化産業遺産
- 旧三井美唄炭鉱事務所関連施設 - 経済産業省認定近代化産業遺産
- 旧三井美唄炭鉱職員住宅群 - 経済産業省認定近代化産業遺産
- 旧三井美唄互楽館 - 経済産業省認定近代化産業遺産
- 旧三井美唄炭鉱事務所関連施設 - 経済産業省認定近代化産業遺産
- 旧三井美唄炭鉱第二坑選炭場 - 経済産業省認定近代化産業遺産
- 旧三菱鉱業美唄鉄道線東明駅舎 - 経済産業省認定近代化産業遺産
- 旧三菱鉱業美唄鉄道２号蒸気機関車 - 経済産業省認定近代化産業遺産
- 旧三菱美唄炭鉱竪坑捲揚櫓 - 経済産業省認定近代化産業遺産
- 旧三菱美唄炭鉱原炭ポケット - 経済産業省認定近代化産業遺産
- 旧三菱美唄炭鉱開閉所 - 経済産業省認定近代化産業遺産
- 旧落合会館（旧映画館） - 経済産業省認定近代化産業遺産
- 旧美唄市立栄小学校（アルテピアッツァ美唄） - 経済産業省認定近代化産業遺産
- 岡田春夫生家 - 経済産業省認定近代化産業遺産
- 美唄屯田兵屋 - 道指定有形文化財
- 旧桜井家住宅 - 美唄市指定文化財
- 美唄屯田騎兵隊火薬庫 - 美唄市指定文化財
- 4110形式十輪連結タンク機関車2号 - 美唄市有形文化財
- 峰延獅子舞 - 美唄市指定文化財、峰延獅子舞保存会
- 峰延東傘踊り - 美唄市指定文化財、峰延東傘踊り保存会
- 光珠内隕石 - 美唄市指定文化財、美唄市郷土史料館

### 名所･旧跡
- 旧樺戸街道（峰樺道路：北海道道275号月形峰延線）の防風林
- 光珠内隕石落下地点
- 北海道溜池発祥の地

### 観光スポット
- 安田侃彫刻美術館 アルテピアッツァ美唄
- 三菱鉱業美唄鉄道線旧東明駅
- 宮島沼（ラムサール条約登録湿地）
- 東明公園(桜ほか)・スペースカリヨン・ふるさとの見える丘展望台
- 美唄ダム・びばい湖
- 美唄国設スキー場
- 我路ファミリー公園
- 美唄市農道離着陸場（農道空港・スカイポート美唄）
- 美唄市内に点在する農産物直売所・グリーン・ツーリズム
- 炭鉱メモリアル森林公園

#### 温泉
- 美唄温泉：美唄市交流拠点施設（青の洞窟温泉ピパの湯ゆ〜りん館）
- 茶志内温泉（泉源のみ）

#### 博物館・資料館
- 美唄市郷土史料館
- 北海道立林業試験場展示室
- 三菱美唄記念館

## 文化･名物

### 祭事･催事
- 1月 びばいっ子フェスティバル
- 2月 ピパオイの里 SNOW FESTA
- 5月 びばい桜まつり（東明公園）
- 7月 美唄市福祉スポーツ大会
- 7月 美唄健康まつり
- 7月 美唄ダムまつり（休止中）
- 8月 びばい歌舞裸まつり
- 9月 百万凧祭り
- 9月 ピパオイヘルシーロードレース

### 名産･特産
- グリーン・ツーリズムを重点施策としており、農産物直売所が多数あり、美唄発安心・安全な農産物の開発・販路拡大に力を注いでいる。
- 国内でも有数の穀倉地帯であり、きらら397やほしのゆめ等の北海道産ブランド米を生産しているほか、北海道各地に先駆けて、美唄産米を用いた「米粉」利活用について前向きに調査・検討を重ねている。
- 2006年（平成18年）に全国の米農家1782戸が出品した「第8回全国食味分析鑑定コンクール」総合部門で美唄産の「おぼろづき」が北海道の米として初めて金賞を受賞した。
- 花卉や農作物を数多く出荷しており、特にグリーンアスパラガスは全国でも一二を競う出荷量を誇っていたが、近年作付面積は減少している。
- 特産品農産物『ハスカップ』は日本一の収穫量を誇り、数々の加工品に利用されている。6月下旬 - 7月上旬には8つのハスカップ農家ではハスカップ狩りを楽しめる。
- 「恋つむぎ」という糖度12.5度を超える非常に甘いイチゴを生産しているが、品質管理上長距離輸送ができないため、市内でしか出回らない幻のイチゴである。

### スポーツ
| 名称                     | 競技種目 | 所属リーグ               | 本拠地                         | 運営会社・団体                             | 設立   |
| ------------------------ | -------- | ------------------------ | ------------------------------ | ------------------------------------------ | ------ |
| 美唄ブラックダイヤモンズ | 野球     | 北海道フロンティアリーグ | 東明公園野球場（美唄市営球場） | 特定非営利活動法人美唄ブラックダイヤモンズ | 2020年 |

### 日本一
- 直線道路 - 同市を通過する国道12号線は、同市光珠内（こうしゅない）鉄道陸橋から、滝川市国道38号交差点間の29.2kmが、日本一長い直線区間となっている。

## 出身･関連著名人

### 軍人・政治・実業
- 有末精三（陸軍軍人）
- 伊東英幸（実業家、ダスキン会長）
- 岡田春夫（政治家）
- 後藤好人（政治家、江別市長）
- 真田穣一郎（陸軍軍人）
- 藤井裕（実業家、北海道電力社長）

### 学者
- 後藤竜二（児童文学児童文学作家）
- 鈴木賢（法学者、北海道大学名誉教授、明治大学教授）
- 滝正（獣医、元美唄市長）
- 伹野茂（機械工学者、北海道大学名誉教授、元全国高等専門学校連合会会長）
- 谷本一之（音楽史学者）
- 豊田実（医学者）
- 玉山和夫（経営学者・エコノミスト）

### 文化
- 佐々木啓司（アマチュア野球監督）
- 中川ホメオパシー（漫画家）
- 林徹（映画監督・フジテレビジョンディレクター）
- 湯浅健二（サッカー評論家）
- 依田紀基（囲碁プロ棋士）
- 安田侃（彫刻家）

### 芸能・報道
- 相沢行夫（ミュージシャン）
- 五十嵐浩晃（シンガーソングライター）
- 及川ヒロオ（俳優）
- 加納秀人 （ミュージシャン、外道）
- 北炭生（フォークシンガー）
- 田岡明（元山形テレビアナウンサー）
- 櫻井市長（西麻布ヒルズ）
- 横澤章悟（やすと横澤さん）
- 牧村三枝子（歌手）
- shela（歌手）

### スポーツ
- 永山竜樹（柔道）

## 美唄市を舞台とした作品

### 漫画
- 太陽の黙示録

## 関連文献
- 『美唄町史』北海道空知郡美唄町、1940年。NDLJP:1048369。